# If I Could Turn Back Time
If I Could Turn Back Time é um single da cantora Cher, escrita para seu décimo nono álbum de estúdio Heart of Stone (1989). Cher inicialmente não gostou da faixa depois de ouvir uma fita demo cantada por Warren, mas posteriormente mudou de opinião depois que Warren a forçou a gravá-la. Foi certificado ouro pela RIAA com vendas de 500.000 cópias. As vendas não foram atualizadas desde. Em novembro de 2011, a revista Billboard reportou que as vendas digitais da canção chegavam a 394 mil nos EUA.
Com grande sucesso em todo o mundo, "If I Could Turn Back Time" foi vista como um grande retorno para Cher no final dos anos 80. A canção ficou em primeiro lugar na Austrália e na Noruega, e alcançou o 3º lugar nos Estados Unidos e 6º no Reino Unido. Também se tornou o segundo sucesso solo consecutivo de Cher na parada "Adult Contemporary" da Billboard.

## Antecedentes
A música foi escrita por Diane Warren, que produziu a música junto com Guy Roche. Enquanto a faixa não foi especificamente escrita para Cher, a cantora inicialmente não gostou da música ao ouvir uma demo e recusou. Falando de sua gravação, Warren elaborou em 1991: "Eu fiquei de joelhos e implorei. Eu disse a ela que não ia sair da sala até ela dizer que sim e, finalmente, só para me livrar de mim, ela fez."
Em 2014, ela acrescentou ainda: "Ela realmente odiava [a canção], mas eu segurei sua perna durante uma sessão e disse: 'Você tem que gravar!'" De acordo com Warren, Cher supostamente respondeu: "'Vai se foder, cadela! Você está machucando minha perna! OK, vou tentar.' Ela me deu esse olhar 'Você estava certa'".

## Créditos
- Vocais principais por: Cher
- Bateria, percussão: Mark T. Williams
- Baixo: John Pierce
- Teclados: Guy Roche, Alan Pasqua
- Guitarras: Steve Lukather, Glenn Sciurba, Gene Black
- Backing vocals: Desmond Child, Michael Anthony, Robin Beck, Jean McClain e Jimmy Demers

## Formatos e lista de faixas
Em 2000, Cher lançou um vinil duplo promocional no Reino Unido com 3 novos remixes de "If I Could Turn Back Time", com o vocal que foi gravado durante sua turnê "Do You Believe?". O remix da Almighty Records foi usado como faixa de abertura para o "Living Proof: The Farewell Tour", que também contou com a introdução de "Dark Lady" e elementos de "A Different Kind of Love Song".
If I Could Turn Back Time US Promo CD Single
1. If I Could Turn Back Time (Remix)
2. If I Could Turn Back Time (Original Mix)
3. If I Could Turn Back Time (Rock Mix)
4. If I Could Turn Back Time (AC Mix)

If I Could Turn Back Time European CD Single
1. If I Could Turn Back Time (Rock Guitar Version)
2. If I Could Turn Back Time
3. I Found Someone

If I Could Turn Back Time Remix
1. Believe (Almighty Definitive Mix)
2. If I Could Turn Back Time (Almighty Definitive Mix)
3. If I Could Turn Back Time (TNT Vocal Mix)
4. If I Could Turn Back Time (TNT Dub)
5. One By One (Junior Vasquez Vocal Remix)